# Hrabstwo Chenango
Chenango – hrabstwo (ang. county) w stanie  Nowy Jork w USA. Populacja wynosi 51 401 mieszkańców (stan według spisu z 2000 r.).
Powierzchnia hrabstwa wynosi 2328 km². Gęstość zaludnienia wynosi 22 osób/km².

## Miasta
- Afton
- Bainbridge
- Columbus
- Coventry
- German
- Greene
- Guilford
- Lincklaen
- McDonough
- New Berlin
- North Norwich
- Norwich
- Otselic
- Oxford
- Pharsalia
- Pitcher
- Plymouth
- Preston
- Sherburne
- Smithville
- Smyrna

## CDP
- Guilford
- Smithville Flats

## Wioski
- Afton
- Bainbridge
- Earlville
- Greene
- New Berlin
- Oxford
- Sherburne
- Smyrna